# Navezuelas (kommunhuvudort)
Navezuelas är en kommunhuvudort i Spanien.   Den ligger i provinsen Provincia de Cáceres och regionen Extremadura, i den centrala delen av landet, 180 km sydväst om huvudstaden Madrid. Navezuelas ligger 933 meter över havet och antalet invånare är 732.
Terrängen runt Navezuelas är kuperad. Runt Navezuelas är det ganska glesbefolkat, med 28 invånare per kvadratkilometer. Närmaste större samhälle är Guadalupe, 11,6 km sydost om Navezuelas. 